# Кассанье, Бернар де
Бернар де Кассанье (фр. Bernard de Cassagnet; 1555 — 1622, Безье), сеньор де Тийяде, Кассанье и Коссан — французский придворный.

## Биография
Сын Антуана де Кассанье, сеньора де Тийяде, и Жанны де Брезоль.
5 августа 1589 получил от Генриха IV роту гвардейского полка, ставшую вакантной после смерти Мариво.
Был штатным дворянином Палаты короля и губернатором Бур-сюр-Мера.
В 1622 году участвовал в кампании Людовика XIII против восставших гугенотов Лангедока, действовал против реформатов Ажена и умер в Безье в июле или августе, став жертвой эпидемии.

## Семья
Жена (контракт 19.09.1588): Жанна де Нарбон, дочь Бернара де Нарбона, маркиза де Фимаркона, и Франсуазы де Брюйер-Шалабр
Дети:
- Поль-Антуан (ум. 13.03.1664), маркиз де Фимаркон
- Роже ум. 6.03.1629), лейтенант гвардейской роты старшего брата, был убит при штурме Сузы
- Габриель (ум. 1660), маркиз де Тийяде